# عربت
قضاء عربت (بالكردية: عەربەت)‏ بلدة عراقية ومركز قضاء في محافظة السليمانية في إقليم كردستان العراق في شمال جمهورية العراق.